# Adam Bielecki (Mathematiker)

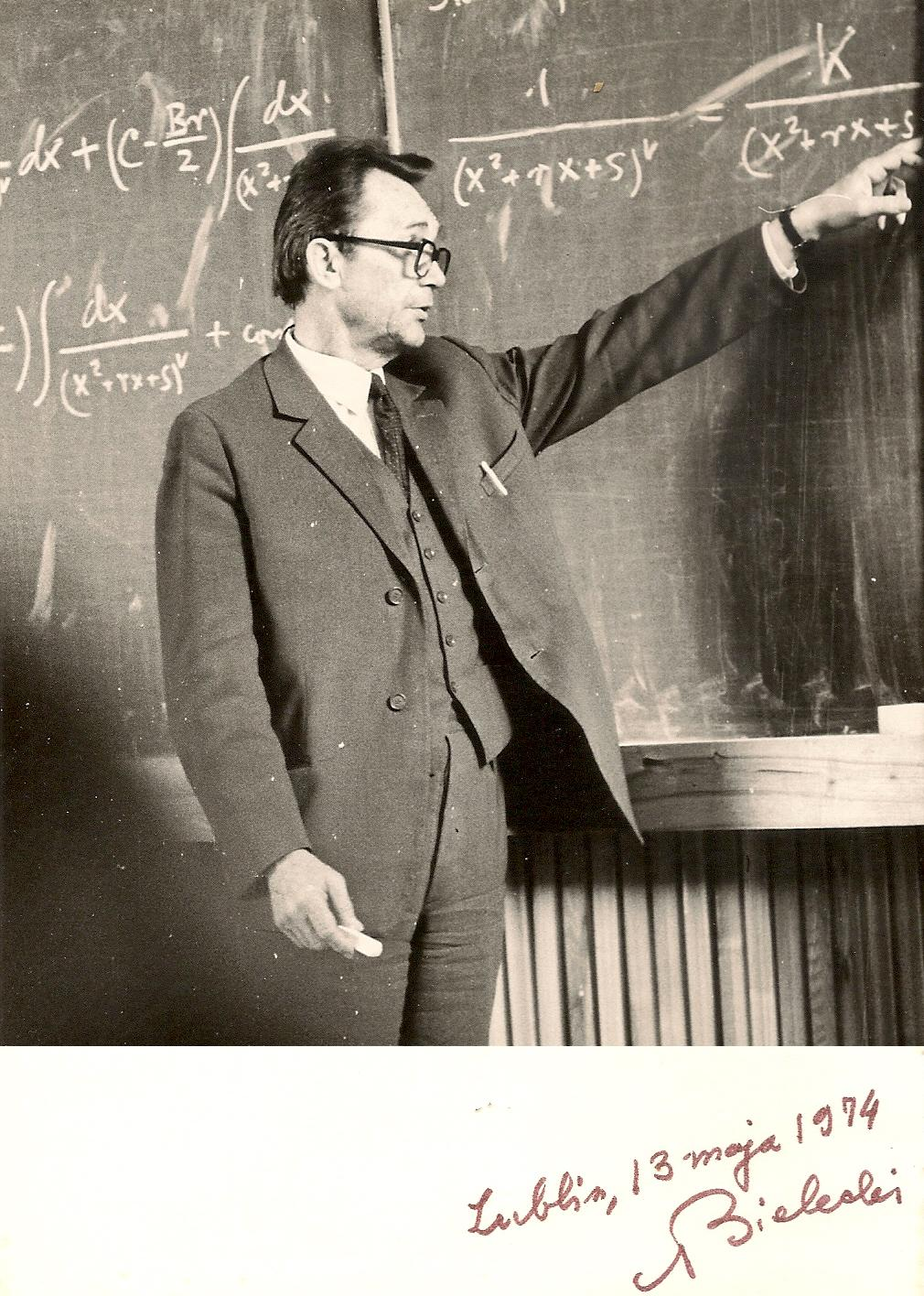
Prof. Adam Bielecki bei einer Vorlesung in Lublin (1974)

Adam Bielecki (geboren 13. Februar 1910 in Boryslaw, Österreich-Ungarn; gestorben 10. Juni 2003) war ein polnischer Mathematiker.

## Leben
Sein Vater war Angestellter einer galizischen Ölgesellschaft, seine Mutter stammte aus einer Familie von galizischen Intellektuellen. Ab 1912 zog die Familie nach Krakau, wo Bielecki aufwuchs und (beeinflusst von Leon Chwistek und Stanisław Zaremba) Mathematik studierte. Daneben war er auch musisch begabt, spielte Klavier und veröffentlichte Gedichte. 1931 erwarb er seinen Abschluss in Mathematik und veröffentlichte seine erste mathematische Arbeit. 1935 wurde er an der Jagiellonen-Universität bei Witold Wilksz promoviert (Globale Darstellung m-dimensionaler Flächen im n-dimensionalen euklidischen Raum durch implizite Funktionen). Danach war er Dozent am Lehrstuhl für theoretische Physik – bis zur Schließung der Universität 1939, als er mit anderen Professoren in Konzentrationslager kam. Nach internationalen Protesten (und auch denen einiger deutscher Akademiker) kamen die meisten 1940 wieder frei. Er lehrte im Zweiten Weltkrieg an der Untergrunduniversität in Krakau und war ab 1947 Professor an der neu gegründeten Maria-Curie-Skłodowska-Universität in Lublin. 1949 habilitierte er sich dort, wurde 1950 Assistenzprofessor und 1958 ordentlicher Professor. Er war dort zeitweise Vizerektor und ging 1980 in den Ruhestand.
Bielecki wurde 1951 mit dem Stefan-Banach-Preis ausgezeichnet. Neben seiner Professur in Lublin war er von 1954 bis 1968 Professor am Institut für Mathematik der Polnischen Akademie der Wissenschaften.
Bielecki befasste sich insbesondere mit der Theorie von Differentialgleichungen mit Anwendung topologischer Methoden. In zwei Arbeiten gelang ihm auch eine Reduktion der Axiome der euklidischen Geometrie in Anschluss an David Hilbert.
Er war zweimal verheiratet und hatte drei Töchter.

## Schriften
- Höhere Geometrie, PWN, Warschau-Lublin 1953
- Gewöhnliche Differentialgleichungen und einige Verallgemeinerungen, PAN, Warschau 1961